# میگل لوپز
میگل لوپز (زادهٔ ۱۹ دسامبر ۱۹۸۶) بازیکن فوتبال اهل کشور پرتغال است.
وی برای تیم ملی پرتغال ۱ بازی انجام داده و ۰ گل به ثمر رسانده‌است. پست تخصصی این بازیکن نیز، دفاع است.